# Quo vadis? (1951)
Quo vadis? (Originaltitel: Quo Vadis, deutsch Wohin gehst du?) ist ein Monumentalfilm von Mervyn LeRoy für MGM aus dem Jahr 1951. Er basiert auf dem Roman Quo Vadis von Henryk Sienkiewicz, dessen Titelgebung wiederum die christliche Überlieferung von der Begegnung Christi mit seinem Jünger Simon Petrus vor den Toren Roms (Quo vadis?) aufgreift. Die Uraufführung des Films fand am 8. November 1951 in den Vereinigten Staaten statt; die deutsche Erstaufführung erfolgte am 13. August 1954. Der Film erzählt die Geschichte des römischen Generals Marcus Vinicius, der aus dem Krieg nach Rom zurückkehrt und sich dort in die christliche Staatsgeisel Lygia verliebt. Dramatische Höhepunkte sind der Brand Roms und die Christenverfolgung durch Kaiser Nero.

## Handlung
Im Jahr 64 nach Christus kehrt der römische Kommandeur Marcus Vinicius mit seinen Truppen siegreich von Britannien nach Rom zurück. Vor den Toren der Stadt erreicht ihn der Befehl Kaiser Neros, sein Lager aufzuschlagen und zu warten. Marcus sieht das nicht ein, zumal seine Leute von den Strapazen erschöpft sind und nach Hause wollen. Er fährt allein mit seinem Wagen zum Kaiser. Er trifft ihn in einer Runde, in der Nero gerade ein von ihm selbst verfasstes Lied zum Besten gibt und Petronius, den „arbiter elegantiarum“, den Fachmann in Geschmacksfragen, um sein Urteil bittet. Petronius nimmt im Hofstaat des Imperators eine Sonderstellung ein, er ist der Einzige, welcher „offen“ Kritik am Kaiser üben darf, ohne gleich mit Konsequenzen durch den Imperator und dessen Schergen rechnen zu müssen. Vom Kaiser erfährt Marcus nun den Grund der Verzögerung: dem Volk soll ein Schauspiel in Form eines Triumphzuges geboten werden – dazu wäre ein späterer Einmarsch der Truppen genau das Richtige. Nero bittet Marcus um Verständnis, noch auf die Legionen aus Asien und Afrika zu warten, was nur eine Sache von Stunden sein könne, um dann gemeinsam triumphal in Rom einzumarschieren. Erst jetzt kann Petronius – er ist Marcus’ Onkel – seinen Neffen richtig begrüßen und ihn zum Übernachten in das Haus des Generals Plautius schicken. Dort begegnet er der lygischen Geisel Lygia, die von Plautius und seiner Frau als Tochter erzogen wurde. Er verliebt sich in Lygia und versucht, sie von Nero als Anerkennung für seine Siege geschenkt zu bekommen. Im Haus des Generals lernt er auch einen gewissen Paulus aus Tarsus kennen. Was Marcus noch nicht weiß, ist, dass Plautius, seine Familie und auch Lygia Anhänger der christlichen Religion sind.
Marcus’ Einzug mit seinen Legionen wird zu einem prachtvollen Ereignis. Zum anschließenden Festgelage wird Lygia, die der Kaiser an Marcus verschenkt hat, gewaltsam abgeholt. Poppaea, Neros Frau, sieht das nicht gerne, denn sie hat selber ein Auge auf den schönen Offizier geworfen. Nach der Feier soll Lygia in das Haus des Petronius gebracht werden, kommt aber nie an. Ursus, ihr hünenhafter Beschützer, befreit sie und versteckt sie in der Gemeinde. Sie bleibt verschwunden. Marcus sucht sie und erfährt bei dem Griechen Chilo von den geheimen Treffen der Christen in den Katakomben. Mit ihm und dem Ringkämpfer Kroton geht auch Marcus dorthin und entdeckt sie schließlich unter den Anwesenden. Er will sie mit Gewalt mitnehmen, aber Ursus vereitelt das, schlägt Marcus nieder und tötet Kroton. Dann bringt Ursus den bewusstlosen Marcus in ein christliches Haus, wo dieser, unter anderem von Lygia, gesund gepflegt wird. Als er wieder zu sich kommt, will er Lygia freigeben. Er glaubt, dass Lygia und die Familie des Generals ihn hassen, weil er (noch) ein getreuer Soldat des Imperators ist. Gerade als Marcus gehen will, gesteht Lygia, dass sie ihn liebt. Marcus ist bereit, pro forma Lygias Glauben anzunehmen; dies lehnt Lygia jedoch entschieden ab, da er den christlichen Glauben noch nicht versteht und schon gar nicht danach lebt. Erneut geraten Lygia und Marcus in einen Konflikt, Marcus versteht nicht, dass Christus und er einen „gleichwertigen“ Platz in Lygias Herz einnehmen. Inmitten dieser Auseinandersetzung kommt Paulus dazu. Auch er versucht Marcus den Standpunkt von Lygia und ihrem Glauben zu erklären. Doch Marcus sieht in Paulus einen Feind Roms und droht ihm mit dem Schwert. In einem Wutanfall reißt Marcus vor den Augen Lygias und Paulus´ das Kruzifix von der Wand und zerbricht es.
Nero hat inzwischen die fixe Idee, um der Kunst willen und der Erschaffung eines neuen Epos das alte Rom zu verbrennen und an seine Stelle eine neue Stadt mit seinem Namen „Neropolis“ aufbauen zu lassen. So geschieht es, Rom steht in Flammen und der geistesgestörte Kaiser singt dazu: „Flammen, verzehrt es, wie im Feuerofen!“ Die Bevölkerung hat kein Verständnis für die wahnwitzigen Vorstellungen ihres Herrschers und versucht, den Palast zu stürmen. Nero wiederum, feige und voller Angst um sein Leben, braucht jemanden, dem er die Schuld an der Brandkatastrophe zuschieben kann. Nero fordert seinen engsten Beraterkreis, darunter Seneca, Petronius und Tigellinus, dazu auf, in seinem Namen vor das Volk von Rom zu treten und diesem „Versprechungen“ zu machen. Von Tigellinus verlangt Nero sogar, dass er zugeben solle, dass er Rom in Brand gesteckt habe. Poppaea schlägt die Christen als Schuldige vor; so wäre sie ihre Rivalin bei Marcus los und Nero gerettet. Petronius jedoch warnt Nero davor, den Brand Roms den Christen in die Schuhe zu schieben, er verweist ihn auf das „Urteil der Geschichte“, das die Nachwelt über ihn fällen würde: „Verurteile diese Christen – und vor den Augen der Geschichte verurteilst Du Dich selbst!“ Nero wiegelt ab und entgegnet: „Wenn ich mit diesen Christen fertig bin, wird die Geschichte gar nicht wissen, ob sie je existiert haben!“ Per Dekret erklärt Nero die Christen als Schuldige für den Brand Roms, und alsbald sind die Gefängnisse voll von Christen, unter ihnen auch Lygia. Marcus ist inzwischen auch in Ungnade gefallen, weil er sich unerlaubt vom Hofe des Imperators entfernt hatte, als er vom Brand Roms erfuhr. In einem spektakulären Wagenrennen gegen zwei Schlächter aus der Prätorianergarde kann er sich derer jedoch entledigen und erreicht, gezeichnet von der Verfolgungsjagd, die lichterloh brennende Stadt. Es gelingt ihm zwar, Lygia und ihre Familie zu finden, doch versperren die Prätorianer alle relevanten Fluchtmöglichkeiten in die Außenbezirke. Schließlich öffnet er einen Zugang in die Kanalisation, um wenigstens einen Teil der Bevölkerung zu retten, er kann aber nicht mehr verhindern, dass Lygia und ihre Familie von der Prätorianergarde festgenommen werden. Kurz darauf, bei dem Versuch, Lygia aus dem Kerker zu holen, wird auch er von Tigellinus verhaftet.
Nach dem Brand hatte der Apostel Petrus Rom verlassen. Unterwegs jedoch erscheint ihm Jesus und Petrus spricht zu ihm: „Quo vadis domine?“ – „Wohin gehst Du, Herr?“ Jesus antwortet, er gehe nach Rom, um sich ein zweites Mal kreuzigen zu lassen. Daran erkennt Petrus, dass er eigentlich bei seiner Gemeinde in Rom sein sollte, und kehrt um.
Petronius hat inzwischen beschlossen, sich umzubringen, einerseits um Nero zuvorzukommen, andererseits weil er zu der Erkenntnis gelangt ist, eine Mitschuld an den Ereignissen zu tragen. Wie er selbst zugibt, gefiel er sich in der Rolle des selbstsüchtigen und belustigten Zynikers, anstatt zu handeln, als er dies noch konnte. Er lädt seine besten Freunde ein und weiht sie ein. Vor ihren Augen lässt er sich von seinem Arzt die Pulsadern aufschneiden. Seine geliebte Sklavin Eunice nimmt das Messer und begeht aus Liebe zu ihm ebenfalls Selbstmord. Sterbend diktiert Petronius einen letzten Brief an Nero, in dem er mit dem Kaiser abrechnet mit der Bitte, er möge zwar weiterhin morden und zerstören, aber er solle aufhören zu singen, womit er Nero an seiner empfindlichsten Stelle trifft. Seneca nimmt er das Versprechen ab, den Brief persönlich an den Imperator zu übergeben. Zuvor hat er dem römischen General Galba eine Botschaft geschickt mit der Bitte, Rom vom Tyrannen zu befreien.
Im Amphitheater werden die Christen wilden Löwen vorgeworfen, gekreuzigt und verbrannt. Auch der zurückgekehrte Petrus wird festgenommen und gekreuzigt. Er wird jedoch auf den Kopf gestellt gekreuzigt, weil er bei seiner Verurteilung äußert, wie sein Herr zu sterben, sei mehr, als er verdiene. Für Lygia hat sich Poppaea etwas Besonderes ausgedacht: Sie wird an einem Pfahl festgebunden und ein wilder Stier wird auf sie losgelassen. Ursus soll sie verteidigen. Neben Poppaea an eine Säule gefesselt, muss Marcus das grausige Schauspiel von der Kaiserloge aus verfolgen. Und wieder ist Ursus der Retter: Er bezwingt den Bullen mit bloßen Händen und bricht ihm das Genick. Das Publikum tobt, es ist begeistert und fordert mit dem Ruf „Daumen hoch!“ Gnade für die beiden, auch zahlreiche Berater Neros schließen sich dem Willen des Volkes von Rom an. Doch dieser senkt den Daumen, obwohl er vorher noch gesagt hatte, dass er sie freiließe, würde Ursus den Bullen besiegen. Doch bevor seine Soldaten Lygia und Ursus töten können, stürmen plötzlich, unter der Führung des Tribuns Nerva, Marcus’ Soldaten die Arena. Marcus kann sich befreien und verkündet dem Volk, dass Nero der wahre Schuldige an dem Brand Roms ist, zugleich verkündet er, dass General Galba auf dem Weg nach Rom sei, um Nero als Kaiser und Imperator zu ersetzen. Nero und Poppaea flüchten in den Palast, die Heere des designierten Nachfolgers Neros Galba sind bereits auf dem Weg nach Rom. Während die Soldaten in Rom einmarschieren, erdrosselt Nero Poppaea, die er für alles verantwortlich macht, da sie ihm den Rat gab, die Christen als Sündenböcke zu missbrauchen, und begeht anschließend mithilfe seiner ehemaligen Geliebten Acte Selbstmord. Marcus und Lygia aber, die im Gefängnis geheiratet haben, sind frei und ziehen nach Sizilien auf Marcus’ Landgut.

## Hintergrund

### Produktion
Mervyn LeRoy hat mit seinem Film die vierte und aufwendigste Version von Henryk Sienkiewicz’ Roman gedreht. Die Dreharbeiten fanden aus finanziellen Gründen (u. a. billigere Statisten für die Massenszenen) nicht in Hollywood, sondern in den italienischen Cinecittà-Studios in der Nähe von Rom statt. 29 Hauptdarsteller, 110 Sprechrollen, 30.000 Statisten, 250 Pferde, 85 Tauben, 63 Löwen, sieben Stiere und zwei Geparden wurden aufgeboten. 180 km Filmaufnahmen wurden schließlich auf 4.550 m gekürzt. 150.000 Requisiten und 115 Dekorationen wurden verwendet. Die Kulissen und vieles mehr wurden noch Jahre später für die damals so beliebten Sandalenfilme genutzt.
Ursprünglich sollten Arthur Hornblow junior den Film produzieren und John Huston die Regie führen.
Auch Anthony Mann war an der Regiearbeit beteiligt, sein Name wurde jedoch im Vorspann nicht aufgeführt.

### Filmmusik
Miklós Rózsa hatte in den 1950er Jahren einen Vertrag mit MGM und war mit Kompositionen für Sandalen- und historische Filme besonders erfolgreich. Sein Meisterwerk in diesem Genre ist die Musik zu Ben Hur, für die er 1959 seinen dritten Oscar bekam. Für König der Könige, einen weiteren Christusfilm, Julius Caesar, Sodom und Gomorrha, El Cid, Ivanhoe, Die Thronfolgerin und  Die Ritter der Tafelrunde schrieb er ebenfalls die Filmmusik. Seinen typischen Stil erkannten die Kinogänger meistens schon nach den ersten Takten. Die Filmmusik zu Quo Vadis? war eine der ersten, die auf Schallplatte erschienen und mit großem Erfolg verkauft wurden. Noch auf einer Veranstaltung in London 1977 ärgerte er sich darüber, dass die Musik zu Quo Vadis zum Teil viel zu leise abgemischt worden war.

### Rollenbesetzung
- Für Peter Ustinov war die Darstellung des Nero der Beginn einer glanzvollen Karriere. Dabei hatte MGM trotz überzeugender Probeaufnahmen ein Jahr gezögert, ihm die Rolle zu geben. Der 30-jährige schien zu jung zu sein. „Wenn ihr noch länger wartet, bin ich zu alt. Nero starb nämlich mit 31 Jahren“, soll er dem Produzenten Sam Zimbalist telegrafisch mitgeteilt haben, woraufhin er die Rolle bekam.
- Bud Spencer hatte in diesem Film seine erste Statistenrolle als Angehöriger der Prätorianergarde des Kaisers Nero.
- Sophia Loren gab ihr Filmdebüt als Statistin: eine jubelnde Römerin beim Triumphzug.
- Elizabeth Taylor wurde für die Rolle der Lygia in Erwägung gezogen und hatte vermutlich eine ungenannte Statistenrolle als Christin in der Arena.
- Gregory Peck sollte den Marcus Vinicius spielen.
- Buddy Baer, der den riesigen Leibwächter Ursus spielt, war der Bruder des berühmten Schwergewichtsboxers Max Baer und in den 1940er Jahren selbst Nummer eins der Weltrangliste im Schwergewichtsboxen. Er forderte zweimal den Weltmeister Joe Louis heraus, unterlag aber beide Male.

### Historische Fakten
- Nero stirbt am Ende des Filmes. Tatsächlich starb er erst vier Jahre nach den gezeigten historischen Ereignissen.
- Im Film überbringt Seneca Nero den Abschiedsbrief des Petronius an den Kaiser. In Wirklichkeit wurde Seneca schon 65 n. Chr. von Nero zum Selbstmord gezwungen (er erstickte im Dampfbad), während Petronius sich erst ein Jahr später, 66 n. Chr. in Cumae durch das Aufschneiden seiner Pulsadern das Leben nahm. Auch im Buch stirbt Seneca vor Petronius.
- Das im Film verwendete Modell von Neros „neuem Rom“ zeigt fälschlicherweise das Pantheon, das erst fünfzig Jahre nach Neros Tod gebaut worden ist. Es handelt sich dabei um ein ursprünglich von Italo Gismondi für Mussolinis Augustusausstellung von 1937 hergestelltes Modell,[2] das ein aus propagandistischen Gründen idealisiertes, in Teilen auch erfundenes Rom zur Zeit Konstantins zeigt.[3]
- Die Raubtierkämpfe und die Hinrichtung der Christen finden in einem steinernen Amphitheater mit hohen Sitzrängen innerhalb Roms statt. Tatsächlich aber wurde mit dem Bau des Kolosseums erst nach Neros Tod unter Kaiser Vespasian im Jahr 72 n. Chr. begonnen. Vollendet wurde das Bauwerk dann erst unter seinem Sohn Titus im Jahr 81 n. Chr.
- Ob zu Neros Zeit wirklich derart starke Christenverfolgungen stattfanden, wird in der neueren Forschung diskutiert.
- Im Film werden Soldaten gezeigt, die Schach spielen. Tatsächlich kam das Spiel erst im 7. Jahrhundert nach Europa.
- Während des Brandes besingt Nero das Feuer vom Dach seines Palastes aus. Der Bereich des Palatins, auf dem auch der Kaiserpalast stand, wurde allerdings kurz nach dem Ausbruch des Brandes ein Raub der Flammen, woraufhin Nero sich sein berühmtes „Goldenes Haus“ bauen ließ. Dass Nero das Feuer wirklich besang, wird von Forschern heute bestritten. Der Kaiser soll sich zum Zeitpunkt nicht einmal in Rom aufgehalten haben.
- Während der Erstürmung seines Palastes erwürgt Nero seine Frau, in der er die Urheberin der Revolte sieht. Poppaea starb allerdings bereits im Jahr 65 an den Folgen eines Fußtrittes durch Nero (der ihr wahrscheinlich nicht mit Tötungsabsicht, sondern in einem Anfall von Wut versetzt wurde – siehe auch bei Sueton, Tacitus und Cassius Dio).
- Marcus und seine 14. Legion, die gerade aus Britannien zurückgekehrt waren, hatten dort wohl den Boudicca-Aufstand niedergeschlagen. Dies wird durch Aussagen von ihm sowie anderer Figuren im Verlauf des Filmes noch verdeutlicht, so spricht er zum Beispiel beim Abendessen mit Lygias Familie davon, die Barbaren mit einer Kampfstrategie gleich der Mazedonischen Phalanx bekämpft zu haben. Ebendiese Taktik wurde bei der entscheidenden Schlacht während Boudiccas Aufstand 61 n. Chr. auch verwendet.
- Neros Eigenkomposition im Film, die er während eines Bankettes vorträgt, ist hinsichtlich der Melodie (nicht des Textes) eine leichte Abwandlung des "Liedes des Seikilos, eines griechischen Lieds aus dem zweiten vorchristlichen Jahrhundert und damit eines der ältesten vollständig erhaltenen Musikstücke.[4] Von Neros tatsächlichen Bemühungen als Dichter und Sänger ist nichts überliefert; allerdings wurde Nero selbst von ihm gegenüber kritisch eingestellten Zeitgenossen Talent und Fleiß bescheinigt. Die sängerischen Fehlleistungen, die Peter Ustinov in seiner Rolle präsentiert, sind historisch nicht zutreffend.

### TV-Erstausstrahlung
Im deutschen Fernsehen war der Film erstmals am 31. Juli 1976 im Abendprogramm des ZDF zu sehen.

## Synchronisation
Die deutsche Synchronbearbeitung entstand 1954 im Metro-Goldwyn-Mayer Synchronisations-Atelier in Berlin.
| Rolle           | Darsteller        | Synchronsprecher      |
| --------------- | ----------------- | --------------------- |
| Marcus Vinicius | Robert Taylor     | Hans Nielsen          |
| Lygia           | Deborah Kerr      | Edith Schneider       |
| Kaiser Nero     | Peter Ustinov     | Alfred Balthoff       |
| Petronius       | Leo Genn          | Friedrich Joloff      |
| Poppea          | Patricia Laffan   | Eleonore Noelle       |
| Petrus          | Finlay Currie     | Franz Weber           |
| Paulus          | Abraham Sofaer    | Paul Wagner           |
| Plautius        | Felix Aylmer      | Walter Werner         |
| Flavius         | Roberto Ottaviano | Horst Niendorf        |
| Tigellinus      | Ralph Truman      | Siegfried Schürenberg |
| Ursus           | Buddy Baer        | Franz Nicklisch       |
| Acte            | Rosalie Crutchley | Marion Degler         |
| Seneca          | Nicholas Hannen   | Wolf Martini          |

## Auszeichnungen
Ohne letztlich einen der begehrten Preise zu erhalten, war er im Jahr 1952 in den folgenden Kategorien für den Oscar nominiert:
- Bester Film
- Bester Nebendarsteller (Leo Genn),
- Bester Nebendarsteller (Peter Ustinov),
- Bestes Szenenbild in einem Farbfilm
- Beste Kamera in einem Farbfilm
- Bestes Kostümdesign in einem Farbfilm
- Bester Schnitt
- Beste Musik in einem Drama oder einer Komödie (Miklós Rózsa)

Peter Ustinov erhielt für seine Darstellung des Nero den Golden Globe 1952, wie auch Robert Surtees und William V. Skall für die Farbfotografie. Außerdem wurde der Film in der Kategorie Bestes Drama nominiert.

## Kritiken
„Bunter amerikanischer Monumentalfilm. […] Sensationsunterhaltung großen Stils, teilweise auf Kosten des guten Geschmacks. Vorbehalte wegen sadistischer Szenen und mangelnder Ehrfurcht vor dem Martyrium.“

„Trotz enorm aufwendiger Bauten, halsbrecherischer Wagenrennen, des brennenden Rom und zahlreicher blutiger Zirkuskämpfe ist der Film jedoch nur noch wegen einer exquisiten Darstellung des verweichlichten Nero durch Peter Ustinov erinnernswert. Von den weiteren Akteuren konnte sich nur Leo Genn als Petronius achtbar aus der Affäre ziehen, während Robert Taylor, Deborah Kerr und andere entweder der Primitivität des Films entsprachen oder, völlig falsch eingesetzt, sinnlos verschlissen wurden.“

„Aufwendiger Filmschinken […]. Mixtur aus Studio- und Realkulisse bzw. -stimmung; glänzende Schauwerte, epischer Stil. (Wertung: 3 Sterne, sehr gut)“

„Aus dem Drama der Christenverfolgung wurde eine Kolossal-Show. Die darstellerischen Leistungen gehen im Löwengebrüll und Fanfarengeschmetter unter.“

„Daß in all diesem Prunk weder die Story noch die schauspielerischen Leistungen untergingen, grenzt an ein Wunder. Der enorme Erfolg von Quo vadis ist hauptsächlich das Verdienst des Regie-Routiniers LeRoy, der Spezialeffekte, Menschenmassen und Hauptdarsteller gleichermaßen fest im Griff hatte.“

## Andere Verfilmungen
Erste Verfilmungen entstanden bereits in der Stummfilmzeit; am bedeutendsten davon ist die italienische Verfilmung aus dem Jahr 1913 von Enrico Guazzoni. Weitere Verfilmungen entstanden 1985 als Fernsehserie (mit Klaus Maria Brandauer als Nero) und 2001 als ein weiterer Monumentalfilm (Regie: Jerzy Kawalerowicz).

## Video-Veröffentlichung
- Quo vadis? Warner Home Video 2000 – VHS-Kassette;
- Quo vadis? Warner Home Video 2008 – DVD (Special Edition bzw. Ultimate Collector’s Edition), Blu-ray Disc.

## Soundtrack
- Miklós Rózsa: Quo Vadis. The Complete Motion Picture Soundtrack. Artemis 2001, Tonträger-Nr. ART-F 008 – Neueinspielung der Filmmusik durch das Royal Philharmonic Orchestra unter der Leitung des Komponisten aus dem Jahr 1977, fehlende Passagen für die CD-Veröffentlichung aus der Soundtrack-Originalaufnahme ergänzt. Daneben existiert in Auszügen eine Neueinspielung mit dem Cincinnati Pops Orchestra unter Erich Kunzel. 2012 wurde der komplette Soundtrack vom Prager City Orchester neu eingespielt und als Doppel-CD herausgegeben.